# Alguém (filme)
Alguém é um filme brasileiro de 1982, escrito e dirigido por Júlio Silveira. Estrelado por Nuno Leal Maia, Myrian Rios e Ewerton de Castro. O filme é uma adaptação do conto "O Mudo" de André Carneiro. 

## Sinopse
Década de 1950, interior de São Paulo. Maria (Myrian Rios) conhece um misterioso surdo-mudo (Nuno Leal Maia), empregado da fazenda de seu pai, que vive isolado em um abrigo em meio a mata. Porém, o rapaz, que nem nome tem, possui o dom de fazer crescer todos os vegetais e frutos com seu toque. Aos poucos, Maria faz amizade com o estranho rapaz e cresce entre eles um amor inocente, mas a família da moça é contra um relacionamento entre os dois.

## Elenco principal
- Nuno Leal Maia .... Mudo
- Myrian Rios .... Maria
- Ewerton de Castro .... Pascal
- Henrique César .... Coronel
- Dênis Derkian .... Júnior
- Henrique Lisboa